# Bacarra
Bacarra (Bayan ng Bacarra) är en kommun i Filippinerna. Kommunen ligger på ön Luzon, och tillhör provinsen Norra Ilocos. Folkmängden uppgick 2012 till 29 668 invånare.

## Källor

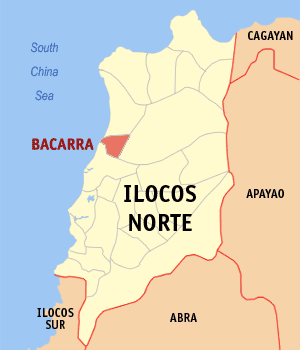

## Barangayer
Bacarra delas in i 43 barangayer.
| - Brgy. 1, Sta. Rita (Pob.) - Brgy. 2, San Andres I (Pob.) - Brgy. 3, San Andres II (Pob.) - Brgy. 4, San Simon I (Pob.) - Brgy. 5, San Simon II (Pob.) - Brgy. 6, San Pedro I (Pob.) - Brgy. 7, San Pedro II (Pob.) - Brgy. 8, San Agustin I (Pob.) - Brgy. 9, San Agustin II (Pob.) - Brgy. 10, San Vicente (Pob.) - Brgy. 11, Sta. Filomena I (Pob.) - Brgy. 12, Sta. Filomena II (Pob.) - Brgy. 13, San Gabriel I (Pob.) - Brgy. 14, San Gabriel II (Pob.) - Brgy. 15, San Roque I (Pob.) | - Brgy. 16, San Roque II (Pob.) - Brgy. 17, Sto. Cristo I (Pob.) - Brgy. 18, Sto. Cristo II (Pob.) - Brgy. 19, Nambaran - Brgy. 19-A, Tambidao - Brgy. 20, Pulangi - Brgy. 21, Libtong - Brgy. 22, Bani - Brgy. 23, Paninaan - Brgy. 24, Macupit - Brgy. 25, Tubburan - Brgy. 26, Teppang - Brgy. 27, Duripes - Brgy. 27-A, Pungto | - Brgy. 28, Cabusligan - Brgy. 29, Pasngal - Brgy. 30, Cadaratan - Brgy. 31, Calioet-Libong - Brgy. 32, Corocor - Brgy. 33, Cabulalaan - Brgy. 34, Cabaruan - Brgy. 35, Pipias - Brgy. 36, Natba - Brgy. 37, Ganagan - Brgy. 37-A, Casilian - Brgy. 38, Sangil - Brgy. 39, Pasiocan - Brgy. 40, Buyon |